# Atrachya unifasciata
Atrachya unifasciata es un coleóptero de la familia Chrysomelidae.
Fue descrita científicamente por primera vez en 1978 por Takizawa.